# Teileann
Teileann är en irisktalande by i Donegal i Ulster på Irland. Den har mellan 250 och 300 invånare.